# Norma Guillard
Norma Guillard Limonta es psicóloga social cubana y profesora adjunta en la Universidad de La Habana. Es cofundadora de Grupo Oremi, un grupo de discusión lesbiana ahora desaparecido en Cuba. Su trabajo académico raya en el género, la sexualidad, la raza y la identidad. Guillard es miembro de la fundación de la rama cubana de La Articulación Regional de Afrodescendientes de Latinoamérica y el Caribe, un grupo de discusión regional conjunto compuesto por personas de ascendencia africana en América Latina y el Caribe.
Apareció como una de las protagonistas en el documental de Catherine Murphy, Maestra sobre la Campaña de Alfabetización Cubana.

## Biografía
Guillard pasó su infancia en Santiago de Cuba. Participó en la Campaña Cubana de Alfabetización cuando tenía 16 años.
En 1993, Guillard se unió a Magin, una asociación de comunicadoras profesionales de medios de comunicación y trabajó con la organización como especialista en relaciones públicas antes de que fuera cerrada. La organización trabajó para crear conciencia sobre la igualdad de género y los prejuicios de género en los medios y para desafiar las imágenes negativas de las mujeres en los medios de comunicación. Su trabajo para Magin la llevó a escribir artículos sobre sexualidad y feminismo. Más tarde, Mariela Castro del Centro Nacional de Educación Sexual se acercó a ella para organizar un grupo de lesbianas cubanas llamado OREMI. Este junto a la Sociedad Multidisciplinaria Cubana para el Estudio de la Sexualidad y el Centro Nacional de Educación Sexual organizaron un matrimonio simbólico entre personas del mismo sexo en 2007, el primero en el país en ser reconocido por el gobierno.
En 2016, Guillard hizo una entrevista con el Servicio Mundial de la BBC en la que describió su vida como madre soltera y lesbiana durante la Revolución cubana.